# Magnolia ventii
Magnolia ventii là một loài thực vật có hoa trong họ Magnoliaceae. Loài này được (N.V.Tiep) V.S.Kumar mô tả khoa học đầu tiên năm 2006.